# سوراج‌پور، پاکستان
سوراج‌پور (به انگلیسی: Surajpur) یک منطقهٔ مسکونی در پاکستان است که در پنجاب واقع شده‌است.